# Lambsheim

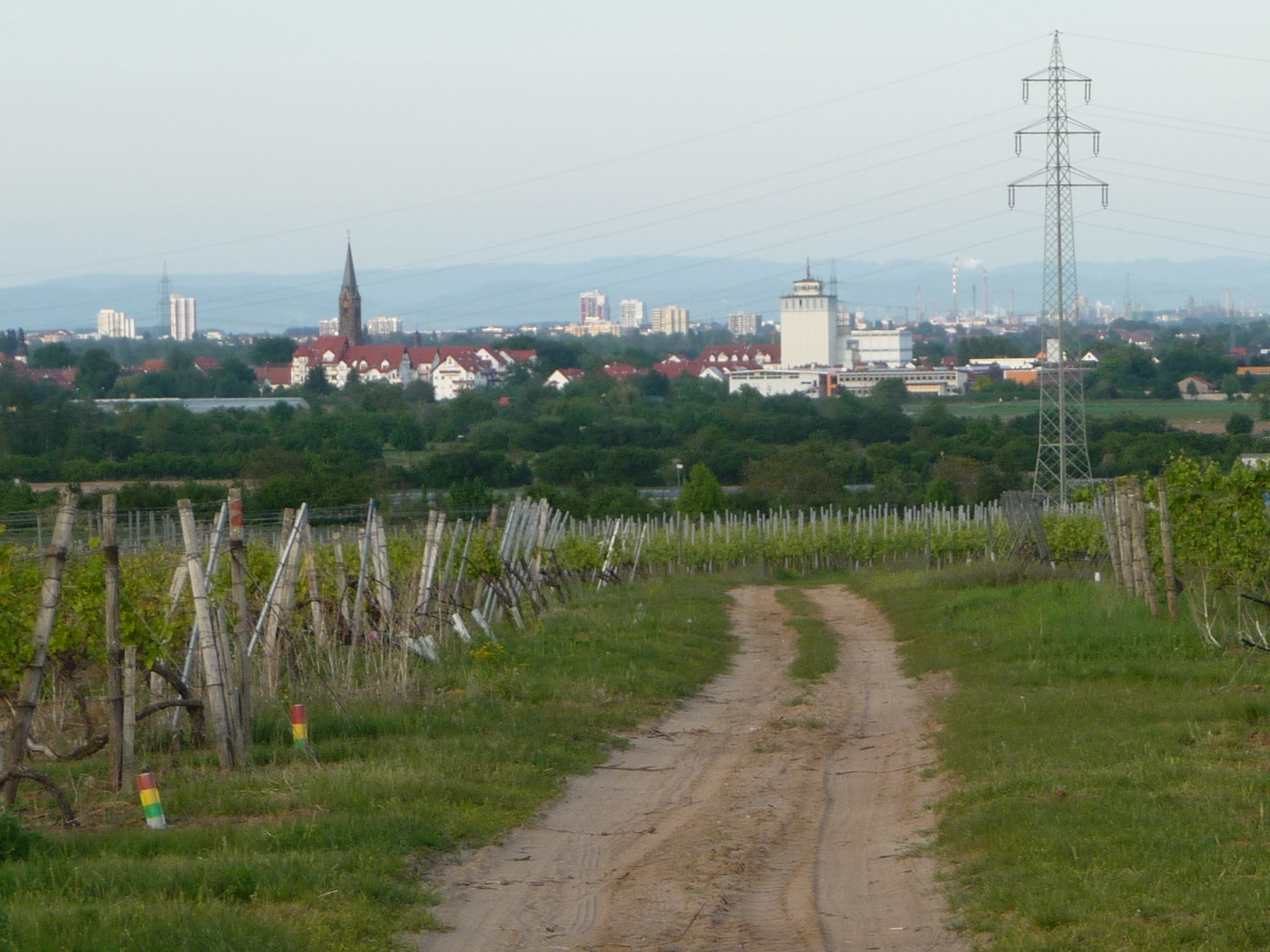
Lambsheim in der Rheinebene

Lambsheim ist eine Ortsgemeinde im Rhein-Pfalz-Kreis in Rheinland-Pfalz. Sie gehört der Verbandsgemeinde Lambsheim-Heßheim an, deren Verwaltungssitz sie auch ist.

## Geographie

### Lage
Lambsheim liegt in der Pfalz etwa zehn Kilometer nordwestlich von Ludwigshafen am Rhein. Frankenthal ist die nordöstliche Nachbarstadt der Gemeinde. Weitere umliegende Gemeinden sind Maxdorf, Weisenheim am Sand, Gerolsheim, Heßheim und Flomersheim.

### Gewässer
Durch Lambsheim fließt die Isenach, die vor Ort von links den Fuchsbach aufnimmt; der Nachtweidgraben bildet eine linke Ableitung des letzteren. Am östlichen Ortsrand mündet von rechts der Floßbach in die Isenach. Östlich des Ortskerns befindet sich der Lambsheimer Weiher.

## Geschichte

### Mittelalter
Lambsheim ist eine fränkische Ortsgründung aus dem 6. oder 7. Jahrhundert. Die älteste erhaltene Erwähnung stammt von 768 und aus dem Lorscher Codex als Lammundisheim.  Über Lammesheim entwickelte sich der Name bis zur heutigen Schreibweise, die schon 1387 verwendet wurde.
Lambsheim muss schon früh im Besitz des Klosters Weißenburg gewesen sein und wurde dann als Lehen an die Grafen von Leiningen vergeben. Der erste bekannte Leininger war Siegfried Graf von Leiningen (1127). Seit dem 13. Jahrhundert erfolgte die Verwaltung durch ortsansässige Ritter, die spätestens um 1400 ihren Wohnsitz im ehemaligen Schloss (heute Junkergasse 1) hatten. Das Kloster Otterberg war im Ort begütert.
1323 erhielt Lambsheim das Stadtrecht und wurde Schultheißerei mit beschränkter Autonomie in der Verwaltung. 1389 kam Lambsheim in den Besitz der Pfalzgrafen, die im Laufe der Zeit immer mehr Anteile des Ortes erwarben. 1410 fiel die Stadt an die Herzöge von Zweibrücken, die sie 1471 durch eine Fehde wieder an Kurfürst Friedrich I. verloren. Damals wurde der Ort belagert und durch den kurpfälzischen Geschützmeister Martin Merz sturmreif geschossen.

### Neuzeit

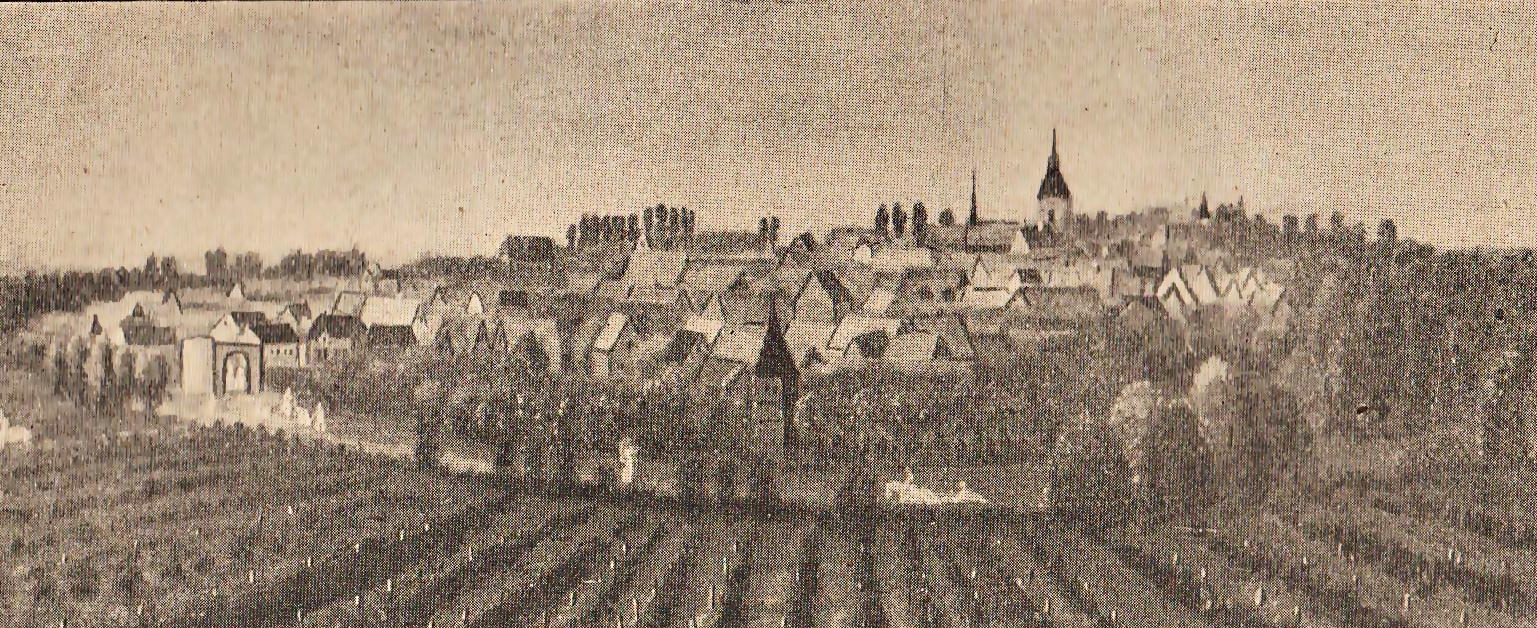
Lambsheim 1613

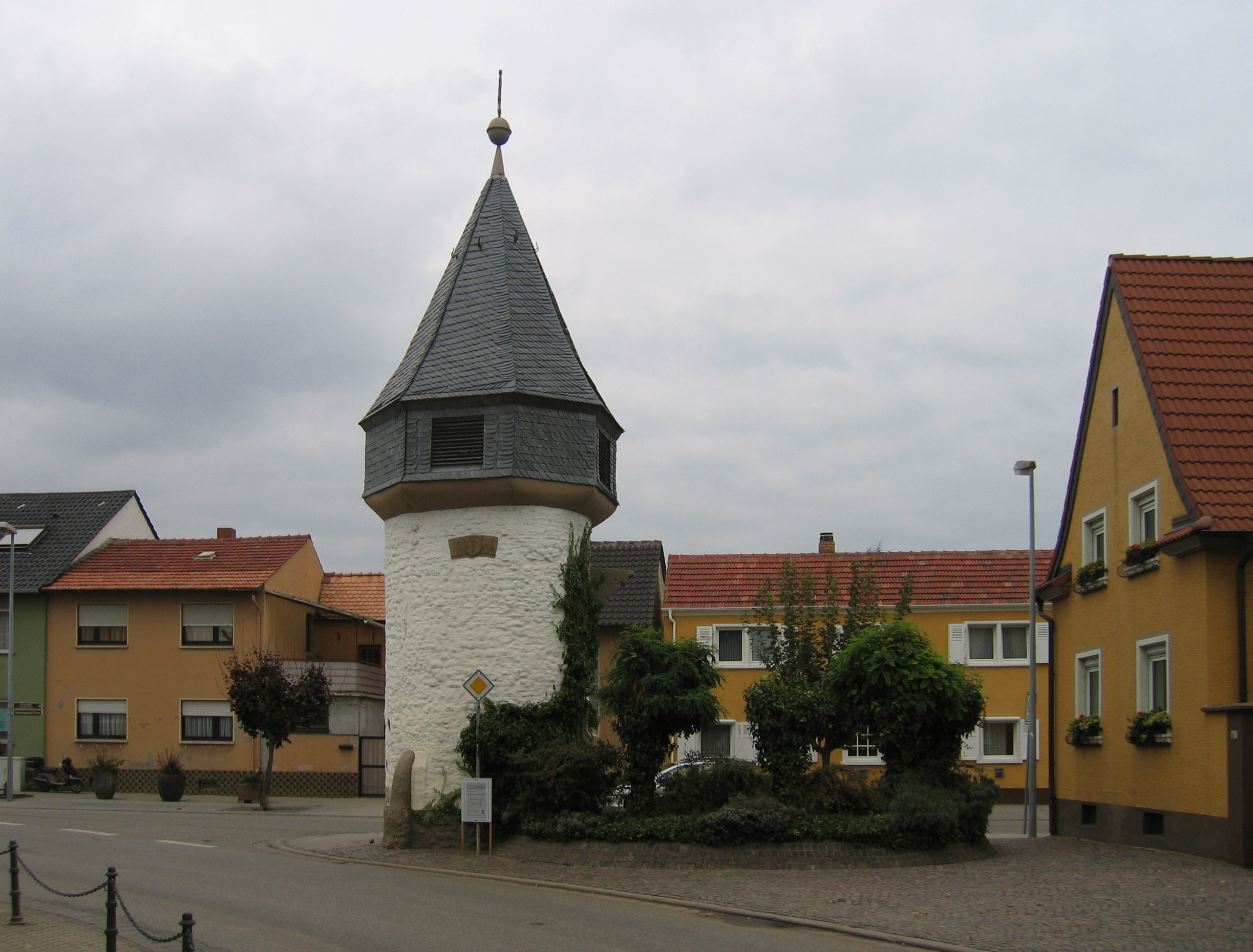
Neutorturm

Bis zur französischen Herrschaft 1798 blieb Lambsheim kurpfälzisch. Am 14. November 1795 war Lambsheim der Ort einer kriegerischen Auseinandersetzung zwischen der deutschen Reichsarmee und französischen Revolutionstruppen, mit etwa 250 Toten.
Von 1798 bis 1814, als die Pfalz Teil der Französischen Republik (bis 1804) und anschließend Teil des Napoleonischen Kaiserreichs war, war Lambsheim in den Kanton Frankenthal eingegliedert und Sitz einer eigenen Mairie. 1815 wurde das Dorf nach dem Wiener Kongress Österreich zugeschlagen. Ab 1816 gehörte Lambsheim zum Landkommissariat Frankenthal im Bayerischen Rheinkreis, erhielt 1817 das Recht zur Selbstverwaltung und verzichtete 1821 auf die Stadtrechte. Von 1818 bis 1862 gehörte Lambsheim dem Landkommissariat Frankenthal an; aus diesem ging das Bezirksamt Frankenthal  hervor.
Im Jahr 1865 wurde die bis dahin selbstständige Gemeinde Maxdorf eingegliedert. Es gab schon recht bald Bestrebungen der Bewohner, die Unabhängigkeit zu erreichen, aber erst am 1. Oktober 1952 erhielt Maxdorf durch Landesgesetz die Eigenständigkeit und ein eigenes Wappen.
1936 wurde auf einem gerichtlich der Gemeinde Lambsheim zugesprochenen Gemarkungsteil des im Mittelalter untergegangenen Dorfes Eyersheim die seit 1952 selbstständige Gemeinde Birkenheide gegründet.
Ab 1939 war Lambsheim Bestandteil des Landkreises Frankenthal (Pfalz). Nach dem Zweiten Weltkrieg wurde der Ort innerhalb der französischen Besatzungszone Teil des damals neu gebildeten Landes Rheinland-Pfalz. Im Zuge der ersten rheinland-pfälzischen Verwaltungsreform wechselte der Ort in den Landkreis Ludwigshafen am Rhein, der seit 2004 Rhein-Pfalz-Kreis heißt. Seit 2014 gehört die Gemeinde zur neu gebildeten Verbandsgemeinde Lambsheim-Heßheim, als deren Verwaltungssitz sie fungiert; zuvor war sie verbandsfrei gewesen.

## Bevölkerung

### Einwohnerentwicklung
Kurz nach Verleihung der Stadtrechte (1323) wurde Lambsheim befestigt, die Befestigungsanlagen schlossen das Gebiet des heutigen Ortskerns (nördlich der Bahnlinie bis zur Turmstraße mit der Haupt- und Hinterstraße als Hauptachsen) ein. Diese Fläche dürfte ab etwa 1600 vollständig bebaut gewesen sein, ein Zustand, der 200 Jahre weitgehend unverändert blieb.
Nach 1800 war durch die Auflösung feudaler Bindungen der Zuzug frei, so dass die Bevölkerungszahlen stark anwuchsen. 1815 hatte Lambsheim insgesamt 1681 Einwohner. In der zweiten Hälfte des 19. Jahrhunderts war das Wachstum unterbrochen, als das neu gegründete und stark expandierende Maxdorf, damals noch Lambsheimer Ortsteil, den Großteil der Zuzügler aufnahm. Ab 1890 nahmen die Bevölkerungszahlen, auch bedingt durch die aufstrebende Industriestadt Ludwigshafen, kontinuierlich zu; bis 1933 hatte Lambsheim 3773 Einwohner.
Von 1950 bis 1981 stieg die Einwohnerzahl bei Verdoppelung der bebauten Fläche von 3931 auf 5600 und beträgt heute etwa 7100 (Stand: 2021).

### Judentum
Am Morgen des 10. November 1938 wurde die Synagoge durch Nationalsozialisten aufgebrochen, demoliert und geschändet. Das Gebäude wurde bis 1957 abgerissen. 26 Lambsheimer Juden, bzw. dort geborene, kamen in Lagern um.

### Konfessionsstatistik
Am 31. Oktober 2014 waren 38,9 % der Einwohner evangelisch und 26,0 % katholisch. Die restliche 35,1 % waren konfessionslos oder gehörten einer anderen Glaubensgemeinschaft an. Der Anteil der evangelischen und katholischen Kirchenmitglieder an der Gesamtbevölkerung ist seitdem gesunken. Derzeit (Stand 31. Mai 2025) sind von den Einwohnern 28,0 % evangelisch, 22,1 % katholisch und 50,0 % sind konfessionslos oder gehören einer anderen Glaubensgemeinschaft an.

## Politik

### Gemeinderat
Der Gemeinderat in Lambsheim besteht aus 22 Ratsmitgliedern, die bei der Kommunalwahl am 9. Juni 2024 in einer personalisierten Verhältniswahl gewählt wurden, und der ehrenamtlichen Ortsbürgermeisterin als Vorsitzender.
Die Sitzverteilung im Gemeinderat:
| Wahl | SPD | CDU | Grüne | FDP | FWG | Gesamt   |
| ---- | --- | --- | ----- | --- | --- | -------- |
| 2024 | 6   | 10  | 3     | 3   | –   | 22 Sitze |
| 2019 | 6   | 7   | 4     | 2   | 3   | 22 Sitze |
| 2014 | 8   | 9   | 3     | 2   | –   | 22 Sitze |
| 2009 | 8   | 6   | 2     | 3   | 3   | 22 Sitze |
| 2004 | 6   | 8   | 2     | 2   | 4   | 22 Sitze |

- FWG = Freie Wählergruppe Lambsheim e. V.

### Bürgermeister
Ortsbürgermeister von Lambsheim war bis 2024 Herbert Knoll (CDU). Bei der Direktwahl am 26. Mai 2019 wurde er mit einem Stimmenanteil von 57,90 % in seinem Amt bestätigt.
Zur Wahl 2024 trat Herbert Knoll nicht erneut an. Als künftige Nachfolgerin setzte sich Barbara Eisenbarth-Wahl (CDU) in der Stichwahl am 23. Juni 2024 mit einem Stimmenanteil von 62,6 % gegen den SPD-Mitbewerber durch, nachdem im ersten Wahlgang am 9. Juni keiner der ursprünglich drei Bewerber eine ausreichende Mehrheit erreicht hatte. Ihre Amtseinführung erfolgte am 27. August 2024.

### Wappen
| Wappen von Lambsheim | Blasonierung: „In Schwarz ein rotbewehrter und -bezungter goldener Löwe, sich auf einen von Silber und Rot gevierten Schild stützend.“ |
| Wappen von Lambsheim | Wappenbegründung: Es wurde 1841 vom bayerischen König genehmigt. Der Pfälzer Löwe entstammt einem alten Lambsheimer Siegel. Das gevierte Schild war das Wappen der Leyser von Lambsheim, die ein Afterlehen der Leininger über den Ort ausübten. |

### Gemeindepartnerschaften
Lambsheim pflegt seit 1981 eine Partnerschaft mit Saint-Georges-sur-Baulche in Frankreich und seit 1990 mit der Stadt Wörlitz in Sachsen-Anhalt.

## Kultur und Sehenswürdigkeiten

### Kulturdenkmäler

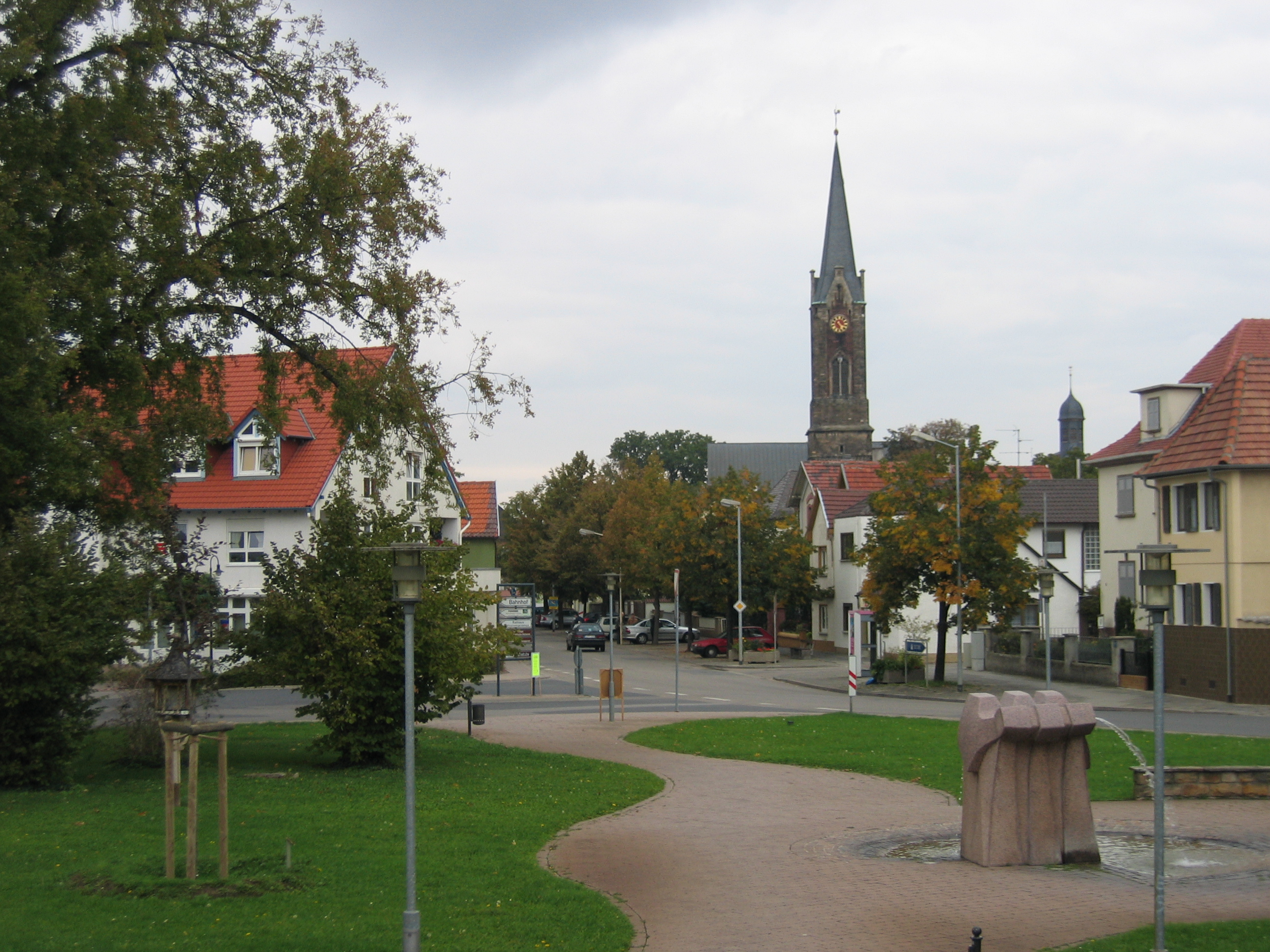
Ortsmitte Lambsheims

Der Ortskern und der jüdische Friedhof sind jeweils als Denkmalzonen ausgewiesen.
Hinzu kommen zahlreiche Einzelobjekte, die unter Denkmalschutz stehen.
Die Katholische Kirche St. Stephanus wurde von 1785 bis 1789 erbaut. Bei ihr handelt es sich um einen kleindimensionierten, schlichten Putzbau aus dem Übergang von Spätbarock zu Klassizismus. Der kurze Glockenturm wurde von 1909 bis 1912 als Firstreiter errichtet. Erwähnenswert ist der barocke Hochaltar (um 1700), der 1961 von der Simultankirche in Oberndorf hierher verbracht wurde.
Bei der Protestantischen Pfarrkirche handelt es sich um eine neuromanische Saalkirche, die ein von 1844 bis 1847 errichteten Sandsteinquaderbau darstellt. Der Turm ist der Mitte der Südwand außen vorgelagert, seine unteren drei Geschosse gehören noch zum Vorgängerbau aus dem 13. Jahrhundert, der Turmaufbau mit dem hohen Spitzhelm wurde von 1860 bis 1861 erbaut. Im Inneren befinden sich Epitaphe ortsansässiger Adelsfamilien, die vom Vorgängerbau hierher versetzt wurden; das bedeutendste, des Jakob von Helmstatt und seiner Gemahlin Maria von Affenstein († 1556), kam im frühen 20. Jahrhundert ins Historische Museum der Pfalz nach Speyer. Als höchstes Gebäude des Ortskerns prägt die Protestantische Pfarrkirche das Ortsbild. Der Turm ist mit 69 Meter Höhe nach den Türmen der Speyerer Gedächtniskirche (100 m), der Speyerer Josephskirche (91 m), dem Speyerer Dom (zweimal 71,2 m) und der Schlosskirche von Bad Dürkheim (70 m) der sechsthöchste Kirchturm der Vorderpfalz.

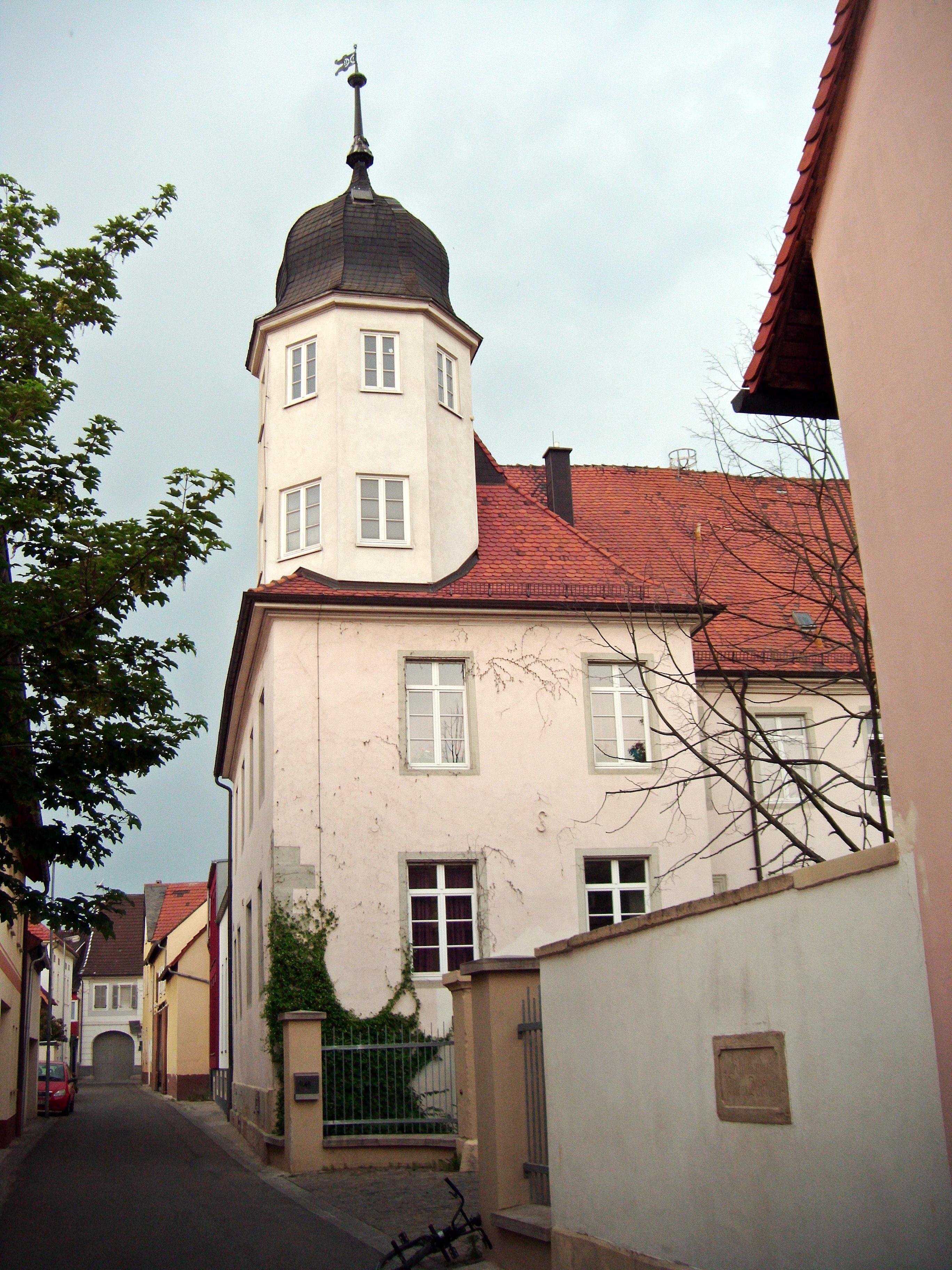
Das Meckenheimersche Schloss in der Junkergasse

Die ursprünglich kurz nach 1323 errichtete Stadtbefestigung, von der ausschließlich Reste überdauert haben, wurde 1471 wahrscheinlich vollständig zerstört. Das um 1500 errichtete Meckenheimersche Schloss wurde von Philipp von Hessen zerstört, danach wieder aufgebaut. Von diesem Bau sind die ausgedehnten Keller noch erhalten. Im wiederaufgebauten Gebäude befindet sich ein Kindergarten. Das 1706 erbaute und 1890 erweiterte Jagdschloss ist in Privatbesitz und als barocker Adelssitz außerhalb der Befestigungsanlage von historischer Bedeutung. Der Putzbau wurde als Wasserschloss angelegt und ist von einem Garten umgeben. Das etwas entfernt liegende, ebenfalls 1706 erbaute Verwaltungsgebäude des Jagdschlosses dient seit seiner Renovierung (1991) als Rathaus.

### Musik
Der GMV 1846 prägt seit 160 Jahren das musikalische Bild der Gemeinde. Das GMV-Orchester, eine Bläserformation aus fast 50 Musikerinnen und Musikern aus Lambsheim und der Region, ist das Rückgrat des Vereins, weiterhin weist der Verein einen gemischten Chor, das Jugendensemble und die sechsköpfige Jazz-Combo Bluescheme auf.

### Vereine
In Lambsheim gibt es u. a. den Turnverein 1864/04, den Sportangelverein (SAV Lambsheim), den Schwimmclub Lambsheim (SCL), den Sportverein Eintracht Lambsheim, den Tennisclub Lambsheim, den Schachclub 1997 Lambsheim, einen Stamm (Ortsgruppe) des Verbandes Christlicher Pfadfinderinnen und Pfadfinder, die LandFrauen Lambsheim, den Karnevalsverein „Schlossnarren“, die Camping und Rally Freunde Nachtweide (CRFN), einen eigenständigen Ortsverein des Deutschen Roten Kreuzes, den Freundschaftskreis Lambsheim–Saint-Georges-sur-Baulche sowie die Lambsheimer Heimatfreunde Verein für Geschichte und Kultur.

### Kinder- und Jugendzirkusschule „Circus Lamundis“
Seit Mai 2004 gibt es die der Gemeinde angehörige Kinder- und Jugendzirkusschule „Circus Lamundis“. Die Jugendübungsleiterinnen sind über die Bundesarbeitsgemeinschaft Zirkuspädagogik ausgebildet und vermitteln das Wissen über die einzelnen Zirkusdisziplinen. In der Zirkusleitung achten Sozialpädagogen auf die Umsetzung der Befähigung zu sozialen Fähigkeiten wie Teamfähigkeit, realistischer Selbsteinschätzung, Kritikfähigkeit etc. und kümmern sich um Organisatorisches.

## Wirtschaft und Infrastruktur

### Wirtschaft
Lambsheim war Sitz der RV Bank Rhein-Haardt, ehe diese 2019 in der Vereinigten VR Bank Kur- und Rheinpfalz aufging. In einem geringen Maße wird Weinbau betrieben; vor Ort befindet sich die Einzellage Burgweg, die zur Großlage Rosenbühl gehört.

### Verkehr

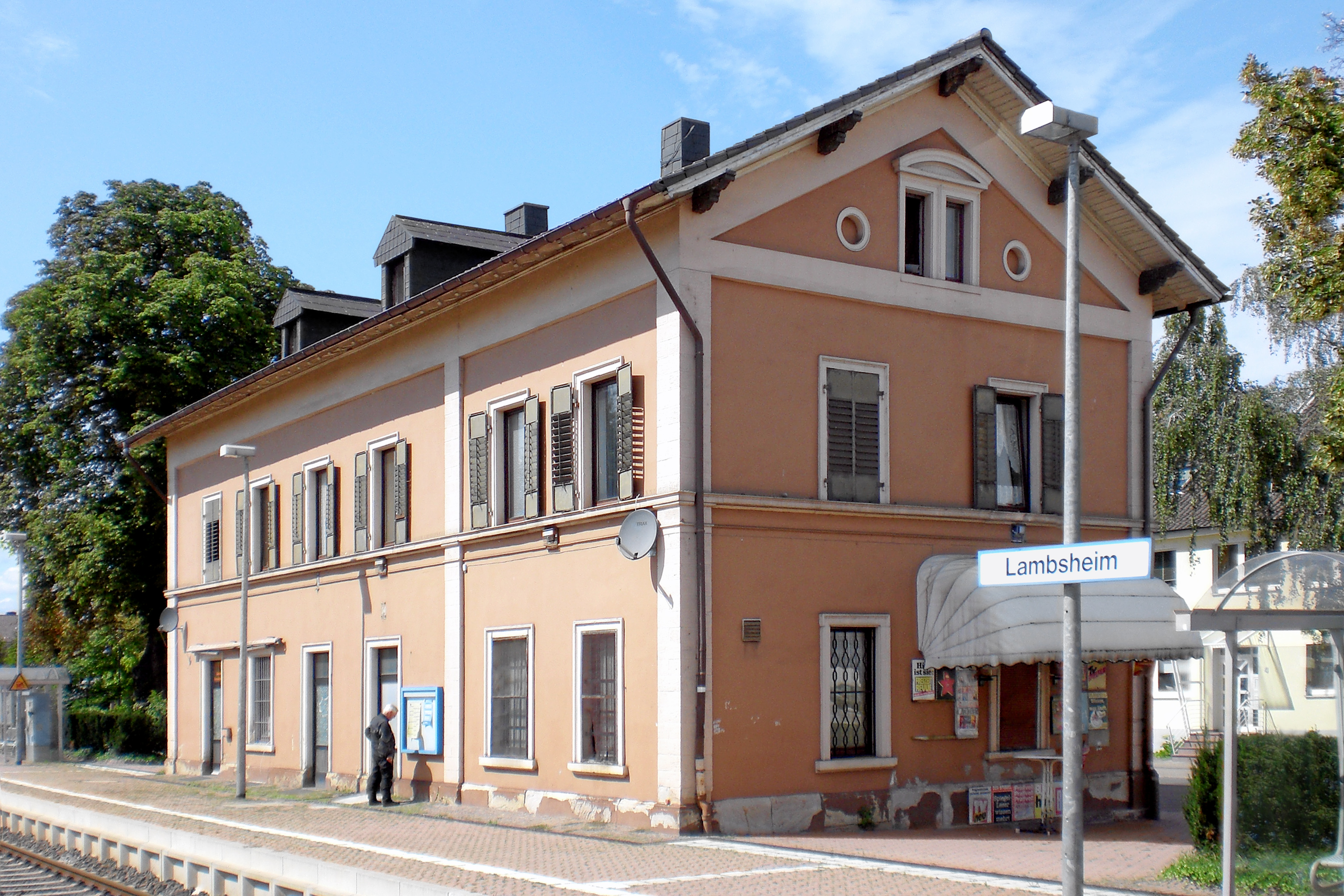
Der Lambsheimer Bahnhof

Lambsheim hat einen Haltepunkt an der Bahnstrecke Freinsheim–Frankenthal. Von hier aus besteht im Halbstundentakt Anschluss nach Frankenthal und Grünstadt. Darüber hinaus hat die Gemeinde über die VRN-Buslinien 452 und 482 Anschluss an die nächstgelegenen größeren Städte Frankenthal und Grünstadt sowie den übrigen Rhein-Pfalz-Kreis.
Durch den Ort verläufen die Landesstraße 522 sowie die Kreisstraßen 2 und 4. Lambsheim liegt nur wenige Kilometer von den Autobahnkreuzen Ludwigshafen und Frankenthal entfernt, wodurch im Straßenverkehr ein schneller Anschluss an die Bundesautobahn 6 und an die Bundesautobahn 61 besteht.

### Behörden
Lambsheim gehört zum Bezirk des Amtsgerichts Frankenthal.

### Tourismus
Durch den Ort verläuft der Salier-Radweg.

## Persönlichkeiten

### Söhne und Töchter der Gemeinde
- Johannes von Lambsheim (~1450–~1500), Augustiner-Chorherr, Gelehrter und geistlicher Schriftsteller in Kloster Kirschgarten Worms, Prior im Kloster Höningen
- Karl Geib (1777–1852), Schriftsteller
- Ferdinand Geib (1804–1834), Mitbegründer des „Deutschen Preß- und Vaterlandvereins“, Teilnehmer am Hambacher Fest
- Karl Gustav Geib (1808–1864), Sekretär und Lehrer des Königs Otto von Griechenland, Professor der Rechte
- Carl Christian Baum (1840–1907), Ingenieur
- Käthe Becker (1849–nach 1913), Schriftstellerin
- Franz Joseph Gebhardt (1869–1945), katholischer Geistlicher
- David Stempel (1869–1927), Schriftgießer und Unternehmer
- Jakob Zeiß (1886–1952), Politiker (SPD, USPD, KPD)
- Karl Mages (1905–1995), Intendant des Reichssenders Saarbrücken
- Jürgen Kohler (* 1965), deutscher Fußballnationalspieler, Welt- und Europameister sowie Champions-League- und Weltpokalsieger und Deutscher Fußballer des Jahres 1997

### Personen, die vor Ort gewirkt haben
- Caspar II. Lerch (~1480–1548), Ritter, erwarb vor Ort Ländereien
- Johann Philipp Böhm (1683–1749), Pfarrer, war vor Ort als Lehrer tätig
- Johann Wilhelm von Efferen († 1724), kurpfälzischer General und Schlossherr in Lambsheim
- Johann Georg Reudelhuber (1784–1860), Müller, Landwirt und bayerischer Landtagsabgeordneter, starb vor Ort
- Ludwig Groß (1825–1894), Dr. med., Bürgermeister von 1870 bis 1894 und Reichstagsabgeordneter
- Franziskus von Bettinger (1850–1917), Kardinal-Erzbischof von München-Freising, amtierte von 1879 bis 1888 als katholischer Pfarrer in Lambsheim
- Franz Vogel (1850–1926), Priester, betreute 1879 drei Wochen lang die örtliche Pfarrei
- Georg Stahl (1895–1971), Politiker (NSDAP), wohnte zeitweise in Lambsheim
- Wolf Junge (1903–1964),  Seeoffizier der Reichsmarine und später der Kriegsmarine, wohnte in Lambsheim
- Kurt Otto (1903–1985), Landwirt und Politiker (NPD), war zeitweise erster Beigeordneter
- Anke Simon (* 1963), Politikerin (SPD), wuchs vor Ort auf
- Martin Haller (* 1983), Politiker (SPD), seit 2004 Gemeinderat von Lambsheim